# Temporada de ciclones en el suroeste del Índico de 2020-21
La temporada de ciclones en el suroeste del Índico de 2020-21 fue una temporada superior a la media que produjo doce tormentas nombradas, de las cuales siete se convirtieron en ciclones tropicales. La temporada comenzó con la formación del ciclón Alicia en el extremo noreste de la cuenca el 12 de noviembre, justo antes del inicio oficial de la temporada, que marcó la tercera temporada consecutiva en la que se formó un ciclón tropical antes del inicio oficial de la temporada. Comenzó oficialmente el 15 de noviembre de 2020 y finalizó oficialmente el 30 de abril de 2021, con la excepción de Mauricio y las Seychelles, para lo cual finalizaron el 15 de mayo de 2021. Estas fechas delimitan convencionalmente el período de cada año cuando más Los ciclones tropicales y subtropicales se forman en la cuenca, que está al oeste de los 90°E y al sur del ecuador. Los ciclones tropicales y subtropicales en esta cuenca son monitoreados por el Centro Meteorológico Regional Especializado en Reunión.
La temporada fue una temporada alta con varias tormentas notables. Al comienzo de la temporada en diciembre, la tormenta tropical Chalane azotó Mozambique, seguida por el ciclón Eloise, más fuerte y dañino, menos de un mes después. Ambas tormentas causaron 34 muertes y alrededor de $10 millones en daños. Posteriormente, se formó el ciclón Faraji, fortaleciéndose hasta convertirse en un ciclón tropical muy intenso, marcando la segunda temporada consecutiva en presentar una tormenta de ese tipo, manteniéndose bien lejos de la tierra en su paso. El ciclón Guambe se formó cuando Faraji se estaba debilitando, golpeando a Mozambique como un sistema subtropical, la tercera y última ocurrencia para el país durante la temporada. Hacia el final de la temporada, el ciclón Jobo se formó e impactó a Seychelles y provocó un impacto muy leve en Tanzania, convirtiéndose en el primer ciclón que afectó a este último país de alguna forma desde un ciclón tropical en 1952 a pesar de ser un mínimo remanente en ese momento.

## Resumen de la temporada
El 12 de noviembre de 2020, Alicia se formó en el extremo noreste de la cuenca. Esto marcó la tercera temporada consecutiva con un ciclón tropical de pretemporada. Alicia se transformó en un ciclón tropical el 15 de noviembre, se debilitó rápidamente debido a la cizalladura vertical del viento y las aguas frías, y se disipó el 17 de noviembre. El 14 de noviembre, se formó otra perturbación tropical frente a la costa de Madagascar; sin embargo, el 16 de noviembre el sistema no se organizó debido a la cizalladura vertical del viento desfavorable según el Centro Conjunto de Advertencia de Tifones (JTWC). Se debilitó rápidamente y se disipó al día siguiente. La cuenca permaneció tranquila hasta que, el 30 de noviembre, una baja tropical cruzó desde la región australiana. Se fortaleció en una tormenta tropical moderada, luego en una tormenta tropical severa, y se llamó Bongoyo. Se formaron dos bajas adicionales, una se formó pero salió de la cuenca el 20 de diciembre y otra Zona de Clima Alterado se formó cerca de Diego García, que se fortaleció a la tormenta tropical severa Chalane, que tocó tierra en Madagascar y Mozambique, el primer ciclón tropical para esta temporada en producir recalada. La misma Zona de Clima Alterado que salió el 20 de diciembre, volvió a entrar el 28 de diciembre, seguida de otra Zona de Clima Alterado, designada 06. 
El 1 de enero de 2021, 06 se intensificó en la tormenta tropical Danilo. Se convirtió en el segundo sistema más largo y se disipó el 12 de enero. El 15 de enero, se formó una nueva perturbación que se convirtió en depresión que más tarde se convirtió en el ciclón Eloise y tocó dos tierras en Madagascar y Mozambique, siendo la segunda recalada más catastrófica y causó daños generalizados en las naciones africanas que causaron la muerte de 16 personas. El 17 de enero, Joshua ingresó al suroeste del Océano Índico como una tormenta tropical moderada; sin embargo, se disipó el 19 de enero al entrar en una zona de aire seco y alta cizalladura vertical del viento. El 27 de enero, 10U ingresó desde la región de Australia, donde fue redesignada como depresión tropical 09. El 5 de febrero, se formó una depresión tropical y se intensificó en el ciclón Faraji, que se convirtió en un ciclón tropical intenso y luego en un ciclón tropical muy intenso. ciclón; convirtiéndose tanto en el primer ciclón tropical intenso como en el primer ciclón tropical muy intenso de la temporada. Después de Faraji, Guambe se formó y alcanzó su punto máximo como ciclón tropical de categoría 2. A finales de febrero, Marián de la región australiana entró brevemente en la cuenca. El 2 de marzo se formaron dos depresiones tropicales que luego se llamaron Habana e Imán. Imán se disipó rápidamente, pero Habana se fortaleció hasta convertirse en un intenso ciclón tropical y se mantuvo activo durante dos semanas. Después de Habana, hubo una depresión que se formó el 25 de marzo, pero se disipó a los tres días. Luego siguió otro período de inactividad, hasta que se formó una zona de alteraciones del tiempo el 18 de abril. Más tarde se llamó Jobo.

## Ciclones tropicales

### Ciclón tropical Alicia
El 12 de noviembre de 2020, Météo-France La Réunion (MFR) también comenzó a rastrear una perturbación tropical que se movía lentamente hacia el oeste sobre el Océano Índico central. Más tarde ese día, el JTWC emitió una alerta de formación de ciclones tropicales. La perturbación se consolidó lentamente cuando las tormentas eléctricas envolvieron el centro de circulación y se convirtió en depresión tropical a las 00:00 UTC del 13 de noviembre. La depresión continuó organizándose más durante el día con convección en llamarada sobre el centro y, por lo tanto, se actualizó a tormenta tropical moderada Alicia a las 18:00 UTC de ese mismo día. El 14 de noviembre a las 06:00 UTC, Alicia se convirtió en una tormenta tropical severa. Alicia generalmente se movió en dirección suroeste a un ritmo rápido debido al flujo de dirección de una cresta subtropical de nivel medio hacia el sureste de la tormenta. La severa tormenta tropical se intensificó en el ciclón tropical Alicia a las 00:00 UTC del 16 de noviembre, luego de que se desarrollara una convección muy intensa cerca de su centro. Poco después, Alicia entró en una región con condiciones desfavorables: fuerte cizalladura del viento y aguas más frías. Debido a estas condiciones, Alicia comenzó a debilitarse rápidamente, degradándose a tormenta tropical a las 12:00 UTC del 16 de noviembre. A las 09:00 UTC del 17 de noviembre, el Centro Conjunto de Advertencia de Tifones (JTWC) emitió su alerta final sobre la tormenta.

### Depresión tropical 02
El 12 de noviembre, junto con el precursor del ciclón tropical Alicia, Météo-France La Réunion (MFR) comenzó a monitorear una perturbación monzónica en su oeste para el desarrollo potencial en un sistema tropical. Para el 14 de noviembre, se había formado un área de clima alterado, pero luchó por centralizar su actividad de tormentas, a pesar de que comenzaba a formarse una circulación de bajo nivel. Con mejoras en una mayor consolidación, el MFR inició avisos para una depresión tropical en el noreste de Madagascar a las 18:00 UTC del 15 de noviembre. La tormenta luchó por intensificarse mucho debido a la fuerte cizalladura del este debido a su proximidad al flujo de salida del ciclón tropical Alicia y, por lo tanto, su actividad de tormenta eléctrica se redujo hacia el oeste durante la mayor parte de su vida. Debido a esto, el JTWC canceló la alerta de formación de ciclones tropicales el 16 de noviembre. Se debilitó rápidamente y el MFR también emitió el último aviso el 16 de noviembre.

### Tormenta tropical severa Bongoyó
Durante el 30 de noviembre, el bajo tropical 01U se trasladó a la cuenca desde la región australiana, donde fue clasificada como zona de clima perturbado por el RSMC La Reunion. A principios del 4 de diciembre, el Centro Conjunto de Advertencia de Tifones (JTWC) emitió una alerta de formación de ciclones tropicales en el sistema. Después de serpentear lentamente hacia el oeste y noroeste durante varios días con pocos cambios en la fuerza, el sistema comenzó a tomar una trayectoria más al sur y a las 06:00 UTC del 6 de diciembre se actualizó a disturbio tropical 03 por MFR a medida que la circulación de bajo nivel se hizo más estrecha. y convección consolidada cerca del centro. El 7 de diciembre, la perturbación se intensificó en la tormenta tropical moderada Bongoyo cuando un paso de ASCAT reveló vientos huracanados en la mitad sur de la circulación. En este momento, el JTWC citó un entorno favorable para una mayor intensificación a medida que Bongoyo se dirigía al suroeste. Si bien Bongoyo ganó un ojo de nivel medio distinto y como fuertes ráfagas de convección se mantuvieron cerca del centro, la tormenta se fortaleció aún más a un estado de tormenta tropical severa a las 00:00 UTC del 8 de diciembre.
Sin embargo, la tendencia de intensificación de Bongoyo se detuvo ya que los impactos del fortalecimiento de la cizalladura vertical del viento hicieron que la pared del ojo se erosionara más tarde en el día. Bongoyo mantuvo su fuerza, aunque la estructura general de la tormenta se inclinó cada vez más verticalmente. A las 18:00 UTC del 9 de diciembre, Bongoyo finalmente se debilitó hasta convertirse en una tormenta tropical moderada después de mantener su fuerza durante más de un día mientras la convección se dislocaba más de la circulación. Bongoyo pronto comenzó su giro hacia el oeste el 10 de diciembre cuando comenzó a cabalgar a lo largo del borde sur de una cresta subtropical, y se convirtió en un remanente bajo a principios del 11 de diciembre, ya que toda la convección se había alejado de la circulación de bajo nivel, por lo que fue emitido tanto por MFR como por JTWC.

### Tormenta tropical severa Chalane
El 19 de diciembre de 2020, el RSMC La Réunion comenzó a monitorear una zona de alteraciones del clima situada aproximadamente a 830 km (515 millas) al suroeste de Diego García. El sistema se ubicó en un ambiente favorable para la intensificación debido a la presencia de una onda Kelvin y una onda Rossby ecuatorial, así como a temperaturas cálidas en la superficie del mar. Chalane experimentó una cizalladura vertical del viento de baja a moderada y un buen flujo de salida en los niveles superiores. Las condiciones comenzaron a deteriorarse durante los siguientes días a medida que el sistema serpenteaba hacia el oeste, sin embargo, la tormenta logró alcanzar el estado de depresión tropical el 23 de diciembre cuando la cizalladura del viento del norte comenzó a afectar la tormenta, lo que provocó que la mayor parte de la actividad de la tormenta y los vientos se localizaran. al sur del centro. Aproximadamente un día después, a las 06:00 UTC del 24 de diciembre, la depresión se fortaleció hasta convertirse en tormenta tropical moderada Chalane cuando el paso del dispersómetro reveló vientos huracanados en el lado sur del campo de vientos altamente asimétrico. Dado que la tormenta se estaba alineando con la cresta subtropical, Chalane comenzó a fortalecerse, con vientos que alcanzaron los 75 km/h (45 mph) a medida que disminuía la cizalladura del viento. Casi al mismo tiempo, el Centro Conjunto de Advertencia de Tifones emitió una Alerta de Formación de Ciclones Tropicales (TCFA). A las 21:00 UTC de ese día, el JTWC designó a Chalane como tormenta tropical 07S.
Sin embargo, Chalane continuó luchando contra los efectos de la fuerte cizalladura del viento del norte-noreste. Chalane pasó justo al sur de la isla Tromelin el 25 de diciembre, donde se registró una lectura de presión de 1001,5 hPa (29,57 inHg), lo que indica que Chalane probablemente se había debilitado mientras también mostraba un patrón de nubes en deterioro, por lo que Chalane fue degradado de nuevo a depresión tropical el 18:00 UTC ese día. Lentamente, Chalane continuó hacia el oeste hacia la costa malgache como una depresión tropical. La actividad convectiva permaneció desorganizada mientras el centro aceleraba hacia el oeste hasta tocar tierra el 26 de diciembre a las 18:00 UTC en Mahavelona en Madagascar. Chalane degeneró en una depresión superficial poco después, el 27 de diciembre, aunque su centro aún permaneció intacto. MFR cesó las advertencias en este momento, ya que la re-intensificación era incierta. Chalane pasó por Madagascar durante el resto del día, antes de emerger por el canal de Mozambique el 28 de diciembre, donde se reanudaron los avisos y Chalane volvió a convertirse en una depresión tropical. Seis horas después, Chalane volvió a intensificarse en una tormenta tropical moderada una vez más, con el desarrollo de una banda curva. Chalane continuó fortaleciéndose con un nublado denso central combinado con la banda curva que se hace evidente en las imágenes de satélite. Chalane ganó el estado de tormenta tropical severa a las 06:00 UTC del 29 de diciembre con la formación de una pared del ojo. Chalane continuó ganando fuerza lentamente mientras se encontraba en su entorno favorable, ganando fuerza máxima 12 horas después con vientos máximos sostenidos de 110 km/h (70 mph) y una presión de 983 hPa (29.03 inHg). Poco después de alcanzar su punto máximo, Chalane tocó tierra al norte de Beira en Mozambique el 30 de diciembre y se debilitó. Chalane degeneró en un remanente bajo más tarde ese día sobre Zimbabue, ya que toda la actividad de tormentas había cesado, y el MRF emitió su aviso final sobre la tormenta. Sin embargo, los remanentes de Chalane continuaron hacia el oeste durante los siguientes días, emergiendo hacia el Atlántico Sur el 3 de enero de 2021, antes de disiparse poco después.
203 mm (7,99 pulgadas) de lluvia cayeron en Toamasina en solo 24 horas debido a Chalane. Los daños fueron relativamente aislados, aunque se derribaron postes de electricidad. La inundación fue menos severa de lo que se había anticipado.

### Depresión tropical 05
El 17 de diciembre, el RSMC La Réunion comenzó a monitorear una circulación cortada de baja presión ubicada en el extremo noreste de la cuenca, a unos 1.250 km (775 millas) al oeste-noroeste de las Islas Cocos. El sistema comenzó a moverse lentamente hacia el sureste y al día siguiente fue clasificado como una perturbación tropical por el RSMC La Réunion. En ese momento, la presión atmosférica central del sistema se estimó en 1005 hPa (29,68 inHg) y los datos del dispersómetro satelital de poco después de las 02:00 UTC del 18 de diciembre indicaron vientos sostenidos máximos de 10 minutos de hasta 55 km/h (35 mph). en el semicírculo norte de la perturbación. Se evaluó que las condiciones ambientales eran marginalmente propicias para la ciclogénesis tropical, con temperaturas cálidas de la superficie del mar cercanas a los 30 °C (86 °F) y una cizalladura vertical del viento baja, pero solo un flujo de salida débil en la troposfera superior. La perturbación tropical atravesó la región australiana el 20 de diciembre, donde fue clasificada como bajo tropical 04U por la Oficina de Meteorología de Australia. Después de serpentear fuera de la cuenca durante varios días, el sistema volvió a entrar en el área de responsabilidad del MFR como zona de alteraciones del tiempo el 28 de diciembre, antes de ser actualizado a depresión tropical 05 el 31 de diciembre de 2020. Sin embargo, el sistema no pudo intensificarse significativamente debido a la salida de la tormenta tropical severa Danilo hacia el noroeste. El 2 de enero, la depresión tropical 05 comenzó a experimentar una interacción de Fujiwhara con Danilo, antes de fusionarse con el sistema más fuerte el 3 de enero.

### Tormenta tropical severa Danilo
El 28 de diciembre, se formó una zona de alteraciones del tiempo cerca del archipiélago de Chagos. Se organizó gradualmente sobre un ambiente esquilado pero húmedo durante los próximos días, antes de que finalmente se fortaleciera en tormenta tropical moderada Danilo a las 12:00 UTC del 1 de enero. A medida que Danilo avanzaba hacia el norte, continuó fortaleciéndose con la aparición de una convección muy profunda y una característica ocular de nivel medio que se hizo evidente al día siguiente. Alrededor de este tiempo, Danilo comenzó su interacción con la depresión tropical 05 hacia el este. La tormenta alcanzó su intensidad máxima inicial con vientos sostenidos de 110 km/h (65 mph) el 3 de enero con el desarrollo de un nublado denso central bien definido. Alrededor del momento de alcanzar la fuerza máxima, Danilo continuó absorbiendo lo que quedaba de la depresión tropical 05, que estaba infligiendo cizalladura del viento del sureste sobre la tormenta. La interacción entre los dos sistemas hizo que Danilo se debilitara rápidamente a una intensidad de tormenta tropical moderada a las 06:00 UTC del 4 de enero. Danilo volvió a fortalecerse al final del día ya que 05 había sido completamente absorbido, recuperando la fuerza de tormenta tropical severa a las 06:00 UTC del 5 de enero bajo una mejora en las condiciones ambientales circundantes que alcanzaron un máximo con vientos de 100 km/h (65 mph) y un presión de 981 hPa. Un aumento repentino en la cizalladura del norte, la falta de flujo de salida y una interacción con el chorro subtropical hicieron que Danilo diera un giro brusco hacia el oeste y se debilitara a una tormenta tropical moderada. Danilo mostró un patrón muy cizallado el 5 de enero y no pudo retener ninguna ráfaga de convección prolongada ya que gran parte de la actividad de las tormentas eléctricas se cizaló hacia el sur. Danilo cayó al estado de depresión tropical más tarde ese día. La tormenta persistente mantuvo una trayectoria hacia el oeste, convirtiéndose en un mínimo remanente el 9 de enero con una circulación totalmente expuesta al aproximarse a las islas Mascareñas. Danilo pasó al norte de Mauricio como un sistema de disipación el 11 de enero, antes de que el sistema fuera detectado por última vez el 12 de enero.

### Ciclón tropical Eloisa
El 14 de enero, se formó una zona de alteraciones del tiempo sobre el centro del Océano Índico meridional, al este de otro sistema, mientras se organizaba y se desplazaba gradualmente hacia el oeste. El 16 de enero, el sistema se organizó en una depresión tropical. Con la presencia de convección profunda persistente, el sistema se fortaleció hasta convertirse en tormenta tropical moderada Eloise el 17 de enero. Inicialmente, Eloise luchó por desarrollarse aún más debido a la presencia de un fuerte cizallamiento del este y aire seco, lo que provocó que la actividad de tormenta eléctrica de Eloise se desplazara hacia el oeste. A pesar de la presencia de esta cizalladura y aire seco de nivel medio, Eloise continuó intensificándose aún más, con la convección envolviendo una característica del ojo y el flujo de salida cada vez más definido, marcando la intensificación de Eloise en una tormenta tropical severa el 19 de enero, mientras se dirigía hacia el oeste hacia Madagascar. Esta tendencia de intensificación no duró mucho tiempo, ya que Eloise hizo un pequeño giro hacia el norte y luego tocó tierra en Antalaha, Madagascar, mientras se debilitaba hasta convertirse en una tormenta tropical moderada, debido a la interacción terrestre con las montañas de Madagascar. Al día siguiente, Eloise se debilitó a una depresión tropical debido a la interacción con la tierra, con la convección profunda sobre su centro erosionada, aunque mantuvo la convección abocinada sobre el semicírculo norte.
El 20 de enero, Eloise salió al canal de Mozambique. Mientras estaba en el Canal de Mozambique, Eloise comenzó a reintensarse lentamente con aguas cálidas, un ambiente húmedo, poca cizalladura y una divergencia débil que contribuyó a la tendencia de fortalecimiento lento de la tormenta. Sin embargo, cierta convergencia en los niveles superiores impidió que la convección se desarrollara rápidamente, aunque todos los demás factores fueron relativamente favorables. Poco después, la convergencia de los niveles superiores comenzó a disminuir, lo que permitió que el sistema se fortaleciera más rápidamente. Eloise se fortaleció aún más con bandas de lluvia bien definidas que se envolvieron en un ojo pequeño, marcando su intensificación en un ciclón tropical. A principios del 23 de enero, Eloise continuó la tendencia de intensificación rápida y alcanzó su punto máximo como un ciclón tropical equivalente a la categoría 2 en la escala de huracanes de Saffir-Simpson con vientos sostenidos de 10 minutos de 150 km/h (90 mph), vientos sostenidos de 1 minuto de 165 km/h (105 mph) y una presión central mínima de 967 milibares (28,6 inHg), cuando la pared del ojo de la tormenta comenzó a moverse hacia la costa. Poco después, Eloise tocó tierra justo al norte de Beira, Mozambique, con la misma intensidad. A medida que la tormenta avanzaba tierra adentro, Eloise se debilitó rápidamente debido a la interacción con el terreno accidentado y el aire seco. Más tarde ese día, Eloise se debilitó hasta convertirse en una depresión tropical a medida que avanzaba hacia el interior. El 25 de enero, Eloise degeneró en un remanente bajo, y el MFR emitió su aviso final sobre el sistema.

### Tormenta tropical moderada Joshua
El 16 de enero, Meteo France La Rèunion (MFR) notó por primera vez la presencia de una baja tropical fuera de la cuenca, en la región australiana, que se esperaba que se fortaleciera a medida que pasaba 90°E hacia el suroeste del Océano Índico. El 17 de enero, el sistema, que el día anterior se había convertido en el ciclón tropical Joshua, cruzó al área de responsabilidad del MFR (AOR). La convección de Joshua fluctuó el 18 de enero, pero la tormenta mantuvo un estado de tormenta tropical moderada. Sin embargo, Joshua pronto entró en un ambiente aún más hostil con mucho aire seco y cizalladura del viento, lo que provocó que las tormentas de Joshua se disiparan rápidamente; Joshua se debilitó al estado de depresión tropical al día siguiente. A las 18:00 UTC del 19 de enero, el Centro Conjunto de Advertencia de Tifones (JTWC) y MFR emitieron su advertencia final sobre Joshua.

### Depresión tropical 09
El 27 de enero, la baja tropical 10U de la región australiana ingresó a la cuenca y fue designada como depresión tropical 09. Moviéndose a través de un ambiente muy hostil con aire seco y fuerte cizalladura del viento, el sistema luchó por fortalecerse con una circulación mayormente expuesta y solo una convección débil en el lado sur del sistema. Poco tiempo después de entrar en la cuenca, Meteo France La Rèunion (MFR) emitió su última advertencia a las 12:00 UTC del 28 de enero, ya que el sistema se había vuelto muy desorganizado.

### Ciclón tropical muy intenso Faraji
A principios del 4 de febrero, MFR comenzó a rastrear una circulación de superficie bien definida que se desarrollaba al sureste del archipiélago de Chagos. Inicialmente, con un apoyo limitado para el desarrollo, la perturbación se convirtió inesperada y rápidamente en una depresión tropical 18 horas después. El Centro Conjunto de Advertencia de Tifones (JTWC) también emitió su primera advertencia en el sistema como ciclón tropical 19S a las 09:00 UTC de ese día. La depresión se intensificó aún más en la tormenta tropical moderada Faraji a las 12:00 UTC del 5 de febrero. La tormenta tuvo una banda intensa de convección profunda intensa que envolvió desde el lado occidental hacia el lado norte mientras se consolidaba rápidamente. Posteriormente, Faraji comenzó su rápida intensificación con una estructura central bien definida que se desarrolló a lo largo del día, marcando la intensificación de la tormenta a una fuerza de tormenta tropical severa el 6 de febrero. Poco después, Faraji desarrolló un ojo de alfiler a medida que continuaba intensificándose, convirtiéndose en un ciclón tropical varias horas después. El ojo del ciclón rápidamente se hizo más pronunciado en las imágenes de satélite infrarrojas mientras Faraji flotaba sobre aguas con alto contenido de calor oceánico y baja cizalladura vertical del viento, lo que indica que se había producido un mayor fortalecimiento. Faraji permaneció en una etapa de rápida intensificación, convirtiéndose en el primer ciclón tropical intenso de la temporada a las 06:00 UTC del 7 de febrero con un ojo claro y bien definido rodeado por una convección profunda y persistente cuando el ciclón comenzó a desacelerarse significativamente. En este momento, el Centro Conjunto de Advertencia de Tifones (JTWC) actualizó a Faraji a un ciclón tropical equivalente a Categoría 4 con vientos sostenidos de 1 minuto a 215 km/h (130 mph).
Durante las horas siguientes, Faraji mantuvo su estructura incluso cuando la parte superior de las nubes se calentó ligeramente. Faraji comenzó a debilitarse, aunque sigue siendo un ciclón tropical intenso. Sin embargo, después de acelerar hacia el este debido a temperaturas más frías de la superficie del mar, Faraji se fortaleció muy rápidamente nuevamente el 8 de febrero y se convirtió en un ciclón tropical muy intenso a las 18:00 UTC, la fuerza más fuerte posible en la escala regional de la cuenca, con una presión central mínima de 927 hPa. (27,37 inHg) y vientos sostenidos de 10 minutos de 230 km/h (145 mph). En este momento, el Centro Conjunto de Advertencia de Tifones (JTWC) también analizó Faraji con vientos máximos sostenidos de 1 minuto de 260 km/h (160 mph), un ciclón tropical equivalente a categoría 5, citando un ojo muy bien definido y las características de un ciclón tropical anular. Sin embargo, Faraji comenzó a debilitarse debido al flujo limitado, con el ojo colapsando por completo al día siguiente. La estructura de Faraji mejoró ligeramente cuando apareció un ojo débil pero bien definido, aunque el flujo de salida aún era limitado. Para el 11 de febrero, Faraji se había debilitado significativamente más allá de su fuerza máxima. Faraji se debilitó a una tormenta tropical moderada mientras se dirigía lentamente hacia el suroeste, mostrando una apariencia típica de satélite cortado a principios del 13 de febrero. La última advertencia sobre Faraji fue emitida por MFR a las 12:00 UTC de ese día.

### Ciclón tropical Guambé
El 10 de febrero de 2021 se produjo un disturbio frente a la costa de Mozambique. El 12 de febrero, Météo-France La Réunion señaló que el sistema se había convertido en una depresión subtropical y había tocado tierra cerca de Inhambane, Mozambique. La tormenta también avanzaba lentamente hacia el interior, sin haber desarrollado ninguna convección sostenida. Al día siguiente, el sistema fue designado como depresión tropical terrestre, y provocó fuertes lluvias localmente en áreas del sur de Mozambique. Durante los días siguientes, el sistema giró lentamente en el sentido de las agujas del reloj sobre Mozambique, mientras se organizaba lentamente. El 15 de febrero, el sistema de meandros había regresado hacia el este y se esperaba que volviera a emerger en el Canal de Mozambique. A las 06:00 UTC del 16 de febrero, el sistema resurgió sobre aguas cálidas y abiertas y fue designado como disturbio tropical 11. La tormenta continuó organizándose y, a las 18:00 UTC de ese día, MFR actualizó el sistema a depresión tropical. El 17 de febrero, la depresión se fortaleció hasta convertirse en tormenta tropical moderada Guambe a las 12:00 UTC de ese día, y la sección norte de la tormenta quedó envuelta en una convección profunda.
La tormenta continuó fortaleciéndose hasta el día siguiente, a medida que la actividad tormentosa se volvió más localizada alrededor del centro de la circulación de la tormenta; sin embargo, la falta de convergencia de niveles limitó inicialmente cualquier intensificación significativa. A pesar de esto, Guambe se fortaleció hasta convertirse en una tormenta tropical severa a las 18:00 UTC del 18 de febrero. Durante las siguientes horas, Guambe comenzó a experimentar una rápida intensificación, desarrollándose una configuración central densa y bien definida, a medida que el ciclón continuaba organizándose. Guambe alcanzó rápidamente el estado de ciclón tropical a las 06:00 UTC del 19 de febrero, con la apariencia de un ojo muy pequeño en las imágenes infrarrojas de satélite y una estructura central bien definida. En ese momento, JTWC estimó que Guambe se había fortalecido hasta convertirse en un ciclón tropical equivalente a categoría 2, con vientos sostenidos de 1 minuto a 155 km/h (95 mph). El movimiento de Guambe se desaceleró mientras mantenía su fuerza, y el ojo de la tormenta reaparecía ocasionalmente junto con ráfagas esporádicas de convección. A pesar de los pronósticos de un mayor fortalecimiento, Guambe se debilitó rápidamente hasta convertirse en tormenta tropical severa el 20 de febrero debido a un ciclo de reemplazo de la pared del ojo. La estructura de Guambe comenzó a evolucionar hacia una banda curva al día siguiente mientras aceleraba gradualmente hacia el sureste, y la mayoría de las tormentas se desplazaban hacia el este del centro. Poco después, la estructura de Guambe se descompuso aún más, con las bandas de lluvia deshaciéndose y calentando las cimas de las nubes, causado por la fuerte cizalladura del viento y las frías temperaturas de la superficie del mar. Guambe se convirtió en una depresión postropical más tarde el 21 de febrero, cuando comenzó a experimentar una transición extratropical. El 22 de febrero, el MFR emitió su último aviso sobre la tormenta cuando completó su transición extratropical y comenzó a interactuar con la corriente en chorro del sur.

## Nombres de las tormentas
En el Océano Índico sudoccidental, depresiones tropicales y depresiones subtropicales cuya velocidad del viento sostenida es de 65 km/h (40 mph) en 10 minutos por el Centro Meteorológico Regional Especializado  en la Isla de la Reunión, Francia (RSMC La Reunión) usualmente se les asigna un nombre. Sin embargo, son los Centros Subregionales de Asesoramiento sobre Ciclones Tropicales en Mauricio y Madagascar quienes nombran los sistemas. El Centro Subregional de Asesoramiento sobre ciclones tropicales en Mauricio nombra una tormenta si se intensifica en una tormenta tropical moderada entre 55°E y 90°E. Si, en cambio, un ciclón se intensifica en una tormenta tropical moderada entre 30°E y 55°E, el Centro Subregional de Asesoramiento sobre Ciclones Tropicales en Madagascar le asigna el nombre apropiado a la tormenta. A partir de la temporada de 2016-17, las listas de nombres en el Océano Índico sudoccidental se rotarán cada tres años. Los nombres de tormenta solo se usan una vez, por lo que cualquier nombre de tormenta utilizado este año se eliminará de la rotación y se reemplazará con un nuevo nombre para la temporadac de 2023-24. Se espera que los nombres no utilizados sean reutilizados en la lista para la temporada de 2021-22. Los nombres utilizados durante la temporada 2017-18 fueron Ava, Berguitta, Cebile, Dumazile, Eliakim y Fakir. Este año fueron reemplazados por Alicia, Bongoyo, Chalane, Danilo, Eloise y Faraji.
| - Alicia - Bongoyo - Chalane - Danilo - Eloise - Faraji - Guambe - Habana - Imán | - Jobo - Kanga (sin usar) - Ludzi (sin usar) - Melina (sin usar) - Nathan (sin usar) - Onias (sin usar) - Pelagie (sin usar) - Quamar (sin usar) - Rita (sin usar) | - Solani (sin usar) - Tarik (sin usar) - Urila (sin usar) - Vuyane (sin usar) - Wagner (sin usar) - Xusa (sin usar) - Yarona (sin usar) - Zacarías (sin usar) |

### Otros
Si un ciclón tropical entra en la cuenca del suroeste de las Indias desde la cuenca de la región de Australia (al oeste de 90°E), conservará el nombre que le asignó la Oficina de Meteorología de Australia. Las siguientes tormentas se nombraron de esta manera:
- Joshua (nombrado por BOM)
- Marian (nombrado por BOM)